# Pfaffenhofen an der Glonn
Pfaffenhofen an der Glonn är en kommun och ort i Landkreis Dachau i Regierungsbezirk Oberbayern i förbundslandet Bayern i Tyskland.